# Naga osobliwość
Naga osobliwość (naga czarna dziura) – grawitacyjna osobliwość bez horyzontu zdarzeń. W czarnej dziurze istnieje region wokół osobliwości (horyzont zdarzeń), po przekroczeniu którego siły grawitacyjne osobliwości są tak duże, że nawet światło nie może z niego uciec. W związku z tym osobliwość nie może być bezpośrednio obserwowana. Naga osobliwość natomiast jest obserwowalna z zewnątrz.
Teoretyczna możliwość istnienia nagich osobliwości jest ważna, ponieważ ich istnienie umożliwiałoby obserwowanie zapadania się obiektu w nieskończoną gęstość. Powodowałoby to także fundamentalne problemy dla OTW, gdyż istnienie nagich osobliwości powodowałoby niemożność budowy prognoz dotyczących przyszłości ewolucji czasoprzestrzeni opierających się na OTW.
Niektóre badania sugerują, że jeżeli pętlowa grawitacja kwantowa jest poprawna, to nagie osobliwości mogą istnieć we wszechświecie, implikując nieważność hipotezy kosmicznej cenzury.